# 3. ŽNL Vukovarsko-srijemska NS Vinkovci 2006./07.
| Mj. | Klub                     | Sus.                                                              | Pobj.                                                             | Ner.                                                              | Por.                                                              | GR.                                                               | Bod.                                                              |
| --- | ------------------------ | ----------------------------------------------------------------- | ----------------------------------------------------------------- | ----------------------------------------------------------------- | ----------------------------------------------------------------- | ----------------------------------------------------------------- | ----------------------------------------------------------------- |
| 1.  | NK Vidor Srijemske Laze  | 19                                                                | 16                                                                | 1                                                                 | 2                                                                 | 94:22                                                             | 49                                                                |
| 2.  | NK Hajduk Mirko Mirkovci | 19                                                                | 11                                                                | 4                                                                 | 4                                                                 | 69:33                                                             | 37                                                                |
| 3.  | NK Slavonac Prkovci      | 19                                                                | 11                                                                | 3                                                                 | 5                                                                 | 65:38                                                             | 35 (-1) ↓1                                                        |
| 4.  | NK Sremac Markušica      | 19                                                                | 10                                                                | 2                                                                 | 7                                                                 | 45:40                                                             | 32                                                                |
| 5.  | NK Borac Banovci         | 19                                                                | 8                                                                 | 1                                                                 | 10                                                                | 61:48                                                             | 25                                                                |
| 6.  | NK Podgrađe              | 19                                                                | 6                                                                 | 4                                                                 | 9                                                                 | 48:52                                                             | 22                                                                |
| 7.  | NK Đezelem Korođ         | 19                                                                | 7                                                                 | 0                                                                 | 12                                                                | 38:75                                                             | 21                                                                |
| 8.  | NK Polet Donje Novo Selo | 19                                                                | 4                                                                 | 4                                                                 | 11                                                                | 27:60                                                             | 16                                                                |
| 9.  | NK Obilić Ostrovo        | 19                                                                | 4                                                                 | 3                                                                 | 12                                                                | 37:85                                                             | 15                                                                |
| 10. | NK Srijem Orolik         | 19                                                                | 4                                                                 | 1                                                                 | 14                                                                | 24:77                                                             | 11 (-2) ↓2                                                        |
| 11. | NK Bosut Apševci         | klub je odustao od natjecanja nakon jesenskog dijela prvenstva ↓3 | klub je odustao od natjecanja nakon jesenskog dijela prvenstva ↓3 | klub je odustao od natjecanja nakon jesenskog dijela prvenstva ↓3 | klub je odustao od natjecanja nakon jesenskog dijela prvenstva ↓3 | klub je odustao od natjecanja nakon jesenskog dijela prvenstva ↓3 | klub je odustao od natjecanja nakon jesenskog dijela prvenstva ↓3 |